# Jean de Dieu Razafimahatratra
Jean de Dieu Razafimahatratra (ur. 4 lipca 1947) – madagaskarski judoka.
Brał udział w igrzyskach olimpijskich w 1972 (Monachium). Startował w wadze średniej. W pierwszej rundzie zawodów miał wolny los, jednak w drugiej odpadł z rywalizacji, po porażce z Holendrem Martinem Poglajenem (przez ippon). W czasie trwania igrzysk miał około 175 cm wzrostu i 74 kg wagi.